# Маньківський-Владика Іван Карпович
Маньківський-Владика Іван Карпович (нар. не пізніше 1690 — пом. не раніше 1757), шептаківський сотник (1728- 1758).
Син сотника шептаківського Маньківського-Владики Карпа Івановича, сотник шептаківський Стародубського полку (1728—1757 — ?), значковий товариш (1709—1728), бунчуковий товариш. У 1735 р він брав участь в польському поході; потім був в кримському поході і тут в 1738 р, «під час битви на Гейман долині, поранений і понівечений, помре». Після Івана Маньківского залишилося два сина Петро та Федір. Перший був теж шептаковскім сотником, а Федір спочатку правил при генеральної канцелярії «перекладацьку посаду латинською та польською діалекті»; потім, у 1751 р, він отримав чин бунчукового товариша, а в 1767 р «був обраний Шляхетством глухівського повіту, на місце судді в земському суді».